# Filippo Bernardini
Filippo Bernardini (ur. 11 listopada 1884 w Ussita, zm. 26 sierpnia 1954 tamże) – włoski duchowny rzymskokatolicki, dyplomata papieski, sekretarz Świętej Kongregacji Rozkrzewiania Wiary.

## Biografia
12 marca 1910 otrzymał święcenia prezbiteriatu.
13 marca 1933 papież Pius XI mianował go delegatem apostolskim w Australazji oraz arcybiskupem tytularnym antiocheńskim. 21 maja 1933 przyjął sakrę biskupią z rąk prefekta Świętej Kongregacji Rozkrzewiania Wiary kard. Pietro Fumasoniego Biondiego. Współkonsekratorami byli sekretarz Świętej Kongregacji Nadzwyczajnych Spraw Kościelnych abp Giuseppe Pizzardo oraz sekretarz Świętej Kongregacji Rozkrzewiania Wiary kard. in pectore Carlo Salotti.
10 października 1935 został nuncjuszem apostolskim w Szwajcarii. Na tym stanowisku podczas II wojny światowej działał w katolickim ruchu oporu przeciwko narodowym socjalistom i udzielał pomocy Żydom, m.in. utrzymując linie komunikacyjne, przez które komunikowały się organizacje ratownicze.
15 stycznia 1953 papież Pius XII mianował go sekretarzem Świętej Kongregacji Rozkrzewiania Wiary. Na tym stanowisku pozostał do śmierci. Zmarł 26 sierpnia 1954 podczas wizyty w rodzinnej wsi.